# 不负如来不负卿
《不负如来不负卿》（英語：Faithful to Buddha, Faithful to You），2017年中国大陸古装剧，本剧改编自小春的同名小说。由蓉卓、牛子藩、杨廷东、阿丽亚、朱研、姚卓君领衔主演，腾讯视频于2017年12月20日首播。

## 播出时间
| 频道     | 所在地   | 播映日期       | 播出时间 | 备注                                           |
| -------- | -------- | -------------- | -------- | ---------------------------------------------- |
| 腾讯视频 | 中国大陆 | 2017年12月20日 | 20:00 PM | 每週三、週四各更新2集。 會員搶先收視下週劇集。 |

## 劇情簡介
艾晴（蓉卓 飾）是一位來自2317年未來平和世界的科學實驗之自願降臨者。穿越過程中，無意間來到古時代之西域世界，變成一位僧人若吉波（邊程 飾），後名為罗坻（牛子藩 飾）之佛學思想引路者。其言談間，不意以未來已形成一完整學術體系巨著之言論，開啟此僧人的佛學思想境界，也因此促讓此僧人發願，將自小乘佛教（教義為修持小我、自我的佛學境界）轉而改修持大乘佛教（教義以教化世間生靈）的方向重新開展。而至終成就為當代佛學界之大師，成就名傳西域與中土世界。

## 演员列表

### 領銜主演
| 演員                   | 配音   | 角色                    | 介紹 |
| 蓉卓                   | 李诗萌 | 艾晴                    | 生活在2317年未来社会的24岁女孩，大病初愈后脑中常常闪现出许多与未来世界格格不入的画面。艾晴常常头痛，她记不起自己是谁，进入时空穿梭机后，與少年羅坻相遇後开始了一段跨時空之旅，知道自己心裡有羅坻，但卻壓抑著感情，明白兩人根本不能在一起，回到2317年後，打算與神秘男子袁方逃離研究時空穿梭的實驗基地。      |
| 牛子藩 （少年:邊程）   | 曹旭鹏 | 若吉波／ （漢文：罗坻） | 苦修佛法，四处奔走，希望通过自己的努力，消除人们心中的纷争，让世人内心充满宽容和爱，後來擔任雀樂大寺的住持，小羅坻與奇特女子艾晴相遇之後便深深被她吸引，直到某天與艾晴重逢後，一顆不溫不熱的心不知不覺開始出現了變化，當他明白這是動了真情後，知道艾晴還是必須離開自己，仍然選擇將這份心意放在心裡最深處... |
| 杨廷东 （少年:胡世群） | 杨天翔 | 弗哈提婆（小弗）        | 罗坻的弟弟，天生倔强，放荡不羁。内心敏感，个性张扬。非常尊敬父親，卻也希望自己能受到父母的重視，所以時常表現出叛逆的那一面，自幼与父亲生活在一起，对母亲有很深的误会，從小變對某天突然出現的艾晴很感興趣，後來便被她深深吸引，就算明白艾晴與哥哥心意互通，仍然不放棄。                                      |
| 阿丽亚                 | 杨婧   | 章怡／叶晓萱            | 科研實驗室教授助理 自稱是女主艾晴，自小一起長大之夥伴。 孤女 遭恶霸欺负时被小弗所救，为报救命之恩，晓萱进入小弗家当仆人，细心照顾小弗的日常生活，明眸端庄，温柔娴静，对小弗抱有深深的好感，就算弗哈提婆對自己大聲咆哮惡言相向，仍無怨無悔的跟著他。                                                         |
| 朱研                   | 季冠霖 | 祁婆                    | 峪孜国国王的妹妹，罗坻与小弗的母亲，外表严厉，内心温柔，为亲人的平安一直默默地守护，起初一直排斥艾晴接近羅坻，認為羅坻之後命中的劫難與艾晴有關，後來在阿朵麗墜入深溝後悲痛欲絕，心灰意冷離開峪孜前往天竺，最後在天竺羽化登仙近登三果。                                                                      |
| 姚卓君                 | 汤水雨 | 罗严                    | 罗坻与小弗的父亲，明白祁婆的苦衷，心地善良温厚，对小弗严厉但不失慈爱，为家人也一直在默默守护，後來在聽聞耆婆离开峪孜與阿素大闹雀乐大寺一連串事件後一病不起，最後撒手人寰。 |

### 其他演员
| 演員   | 配音   | 角色     | 介紹 |
| 牛飘   |        | 拜准     | 峪孜国国王，奪走艾晴的金剛杵，试图利用高科技武器金刚杵假造“神迹”欺骗民众，此計不成後頻頻針對羅坻跟艾晴，後來在石窟事件行動失敗後將公主押回王城。 |
| 李东霖 | 杨默   | 昆沙     | 峪孜国将军，武力超群，对国王忠心耿耿，但是性格暴虐，喜爱杀戮，後來在石窟事件被倒掉的石柱給壓死。 |
| 沈瑶   | 徐佳琦 | 阿素     | 峪孜國公主，從小與羅坻青梅竹馬，羅坻的表妹，喜歡著羅坻，被狯武王給看上，峪孜國王打算將她嫁給狯武王，在她強烈排斥下相反希望羅坻可以娶了自己，認為羅坻可以拯救自己，後來希望落空，在國師府奪走昆沙虎符調兵追殺艾晴等人，在石窟事件行動失敗後被峪孜國王押回王城大牢。 |
| 余昊洋 |        | 阿朵丽   | 祁婆身边的侍从，年轻貌美，能歌善舞，心地善良。经历刺激之后，不再开口讲话，後來為了救耆婆，墜入深溝裂縫中。 |
| 馬曉峰 |        | 卑摩罗师 | 雀樂大寺前任住持，羅坻的師尊，後來知道羅坻動了私情將雀樂大寺交給羅坻，並離開了峪茲前往鄰國講經。 |

。

## 电视原声带
| 曲序 | 曲目                         |               | 作曲                                               | 演唱 |
| ---- | ---------------------------- | ------------- | -------------------------------------------------- | ---- |
| 1.   | 《不负如来不负卿》（主題曲） | Bryan（孫偉） | Bryan（孫偉）、Iea（任雅靜）、歐陽菁宇、王福、榮卓 | 榮卓 |